# Colombia i olympiska vinterspelen 2022
Colombia deltog i de olympiska vinterspelen 2022 som ägde rum i Peking i Kina mellan den 4 och 20 februari 2022.
Laura Gómez och Carlos Andres Quintana var landets fanbärare vid öppningsceremonin. Laura Gómez var dessutom fanbärare vid avslutningsceremonin.

## Alpin skidåkning
Colombia kvalificerade en manlig alpin skidåkare till OS.
| Idrottare       | Gren                 | Åk 1    | Åk 1      | Åk 2             | Åk 2             | Totalt           | Totalt           |
| Idrottare       | Gren                 | Tid     | Placering | Tid              | Placering        | Tid              | Placering        |
| --------------- | -------------------- | ------- | --------- | ---------------- | ---------------- | ---------------- | ---------------- |
| Michael Poettoz | Herrarnas storslalom | 1.12,83 | 36        | 1.17,19          | 30               | 2.30,02          | 31               |
| Michael Poettoz | Herrarnas slalom     | DNF     | DNF       | Gick inte vidare | Gick inte vidare | Gick inte vidare | Gick inte vidare |

## Hastighetsåkning på skridskor
Colombia kvalificerade en kvinnlig skridskoåkare till OS.
| Idrottare   | Gren              | Semifinal | Semifinal | Semifinal | Final            | Final            | Final     |
| Idrottare   | Gren              | Poäng     | Tid       | Placering | Poäng            | Tid              | Placering |
| ----------- | ----------------- | --------- | --------- | --------- | ---------------- | ---------------- | --------- |
| Laura Gómez | Damernas masstart | 0         | 8.31,66   | 11        | Gick inte vidare | Gick inte vidare | 22        |

## Längdskidåkning
Colombia kvalificerade en manlig längdåkare till OS.
Distans
| Idrottare              | Gren                          | Klassisk stil | Klassisk stil | Fristil | Fristil   | Final   | Final    | Final     |
| Idrottare              | Gren                          | Tid           | Placering     | Tid     | Placering | Tid     | Diff.    | Placering |
| ---------------------- | ----------------------------- | ------------- | ------------- | ------- | --------- | ------- | -------- | --------- |
| Carlos Andrés Quintana | Herrarnas 15 km klassisk stil | i.u.          | i.u.          | i.u.    | i.u.      | 55.41,9 | +17.47,1 | 95        |